# Erwin Daube
Erwin Daube (geb. am 4. April 1908 in Berlin; gest. im Februar 1942 an der deutschen Ostfront) war ein nationalsozialistischer Jugendführer.
Daube durchlief nach der Volksschule eine kaufmännische Lehre. Schon zum 1. Juni 1928 trat er der NSDAP bei (Mitgliedsnummer 89.760). Er wurde Zellenobmann und Kassierer der NSDAP. Ab 1928 war Daube Scharführer des rechtsradikalen Jugendbundes „Die Geusen. Bund der jungen Nation“, der sich im August 1919 von den „Fahrenden Gesellen“ abgespalten hatte, der späteren Jugendorganisation des „Deutschnationalen Handlungsgehilfenverbandes“.
Im November 1931 trat Daube wieder aus der NSDAP aus, weil er die Harzburger Front ablehnte.
Im März 1933 trat Daube als Gefolgschaftsführer mit seiner „Geusen“-Schar geschlossen zur Hitlerjugend (HJ) über. Daube wurde Führer des HJ-Unterbannes Prenzlauer Berg im HJ-Gebiet Berlin.
Daube war ab 1935 Bannführer und Jugendwalter der Reichsbetriebsgemeinschaft Holz der Deutschen Arbeitsfront (DAF) bzw. Abteilungsleiter im Fachamt „Wald und Holz“ der DAF.
Zum 1. Mai 1937 trat Daube erneut der NSDAP bei (Mitgliedsnummer 5.915.964).
Als Unterbannführer wurde Daube Abteilungsleiter im Sozialen Amt der Reichsjugendführung (RJF) und 1937 Leiter der Abteilung Holz im Reichsberufswettkampf. Im April 1938 wurde Daube zum Bannführer befördert.
Im Zweiten Weltkrieg stand Daube im Kriegseinsatz; er ist im Februar 1942 als Unteroffizier im Osten gefallen.